# Правдівська сільська рада (Первомайський район)
Пра́вдівська сільська́ ра́да — адміністративно-територіальна одиниця та орган місцевого самоврядування в Первомайському районі Автономної Республіки Крим. Адміністративний центр — село Правда.

## Загальні відомості
- Населення ради: 2 259 осіб (станом на 2001 рік)

## Населені пункти
Сільській раді підпорядковані населені пункти:
- с. Правда
- с. Арбузове
- с. Матвіївка

## Склад ради
Рада складається з 16 депутатів та голови.
- Голова ради: Чижова Галина Степанівна
- Секретар ради: Чуприна Людмила Іванівна

### Керівний склад попередніх скликань
| Прізвище, ім'я, по батькові | Основні відомості                                                         | Дата обрання | Дата звільнення |
| --------------------------- | ------------------------------------------------------------------------- | ------------ | --------------- |
| Полгуєва Марія Григорівна   | Сільський голова, 1951 року народження, член Народної партії              | 26.03.2006   | 31.10.2010      |
| Чижова Галина Степанівна    | Сільський голова, 1965 року народження, освіта вища, член Партії регіонів | 31.10.2010   |                 |

Примітка: таблиця складена за даними сайту Верховної Ради України

### Депутати
За результатами місцевих виборів 2010 року депутатами ради стали:

#### За суб'єктами висування
| Суб'єкт висування | Кількість обраних депутатів | %    |
| ----------------- | --------------------------- | ---- |
| Партія регіонів   | 15                          | 93,8 |
| Самовисування     | 1                           | 6,3  |

#### За округами
| № округу        | Прізвище, ім'я, по батькові    | Дата визнання обраним | Освіта             | Партійна приналежність | Відомості про обраного депутата                           |
| --------------- | ------------------------------ | --------------------- | ------------------ | ---------------------- | --------------------------------------------------------- |
| Партія регіонів |                                |                       |                    |                        |                                                           |
| 1               | Воробйов Микола Миколайович    | 02.11.2010            | вища               | член Партії регіонів   | фермерське господарство «Ксенія-Правда», бригадир-рибовод |
| 2               | Абдувалієва Олена Анатоліївна  | 02.11.2010            | середня спеціальна | член Партії регіонів   | домогосподарка                                            |
| 4               | Стрижакова Світлана Вікторівна | 02.11.2010            | вища               | член Партії регіонів   | Правдівська сільська рада., спеціаліст ІІ категорії       |
| 5               | Абдувалієва Тетяна Миколаївна  | 02.11.2010            | незакінчена вища   | член Партії регіонів   | Правдівська загальноосвітня школа, вчитель                |
| 6               | Чуприна Людмила Іванівна       | 02.11.2010            | вища               | член Партії регіонів   | Правдівська сільська рада, секретар                       |
| 7               | Гаран Марія Кирилівна          | 02.11.2010            | середня спеціальна | член Партії регіонів   | дошкільний навчальний заклад «Сонечко», вихователь        |
| 8               | Талалова Леся Олександрівна    | 02.11.2010            | вища               | член Партії регіонів   | Правдівська сільська рада, бухгалтер                      |
| 9               | Колесніченко Олена Анатоліївна | 02.11.2010            | вища               | член Партії регіонів   | Правдівська загальноосвітня школа, вчитель                |
| 10              | Красуцький Віталій Михайлович  | 02.11.2010            | середня спеціальна | член Партії регіонів   | Укртелеком Первомайського району, електромонтер           |
| 11              | Дрозд Василь Юрійович          | 02.11.2010            | середня спеціальна | член Партії регіонів   | Первомайська ЦРЛ, старший фельдшер                        |
| 12              | Фухаре Наілє Айдерівна         | 02.11.2010            | середня            | член Партії регіонів   | домогосподарка                                            |
| 13              | Осєтрова Галина Василівна      | 02.11.2010            | вища               | член Партії регіонів   | Матвіївська бібліотека, бібліотекар                       |
| 14              | Сухова Галина Леонтіївна       | 02.11.2010            | середня спеціальна | член Партії регіонів   | СГК «Грузія», бригадир                                    |
| 15              | Попова Олена Анатоліївна       | 02.11.2010            | середня спеціальна | член Партії регіонів   | домогосподарка                                            |
| 16              | Нестеренко Галина Миколаївна   | 02.11.2010            | середня спеціальна | член Партії регіонів   | Арбузівський СК, завідувачка                              |
| Самовисування   |                                |                       |                    |                        |                                                           |
| 3               | Коплік Віктор Олексійович      | 02.11.2010            | вища               | позапартійний          | тимчасово не працює                                       |